# Fluxómetro

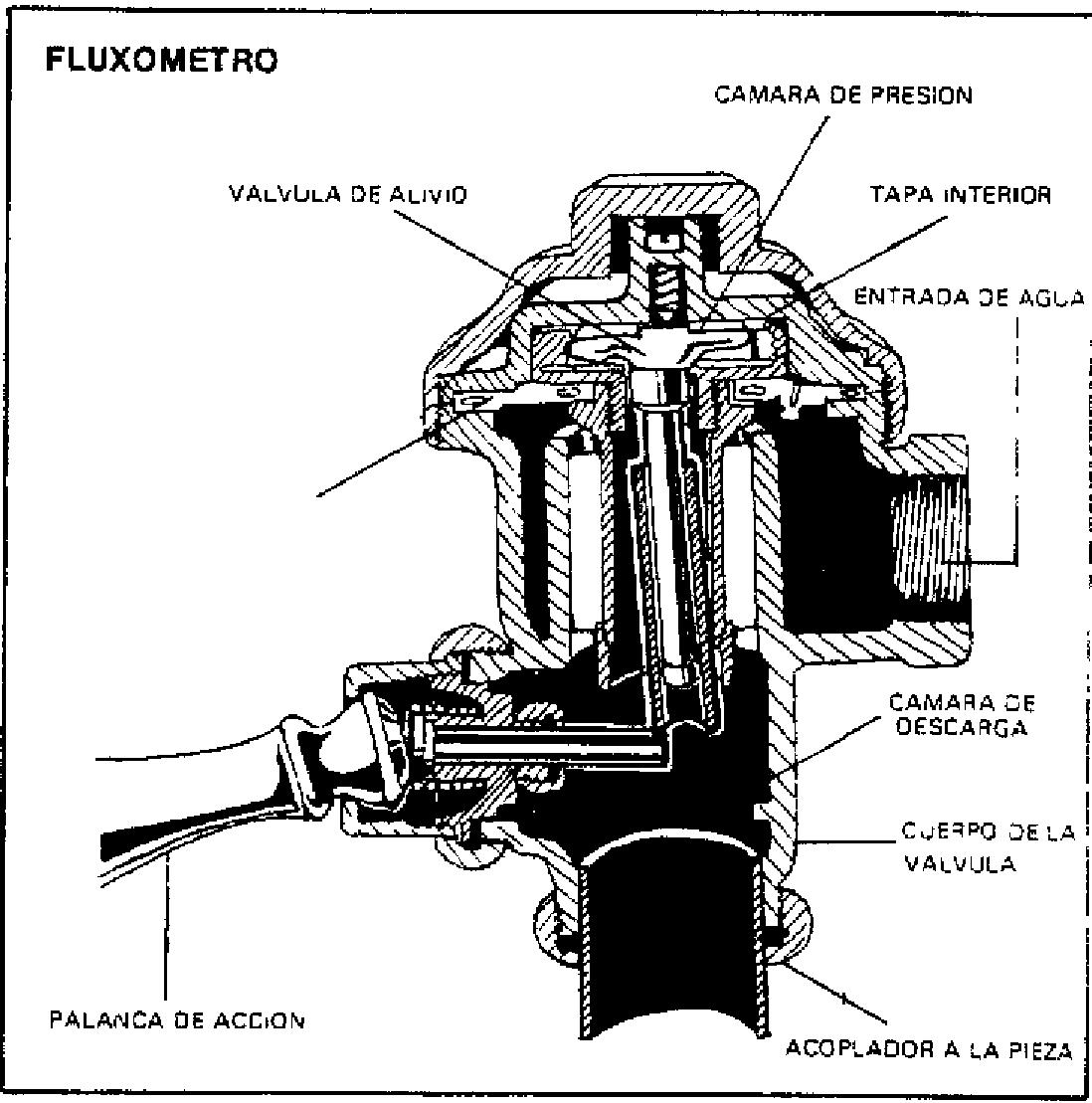
Esquema de funcionamiento de un fluxómetro

Un fluxómetro o fluxor (del latín fluxus, flujo, y del griego metro, medida) es un mecanismo de descarga de agua para inodoros, urinarios y se puede utilizar para grifos de los lavabos. 
Cuando de inodoros se trata, a diferencia de los que funcionan con cisterna, el fluxómetro utiliza una red de agua con una presión superior a la normal, que produce una descarga abundante y de corta duración al ser accionado por el usuario.
Los dedicados a lavabos o urinarios, de mucho menor caudal, se suelen llamar grifos o válvulas temporizadas, aunque básicamente funcionan por el mismo principio.
Este sistema fue ideado en 1910 por William Sloan.

## Funcionamiento
El fluxómetro consta de:
1. Dos cámaras separadas por un diafragma, en las cuales el agua se encuentra en equilibrio. En una de ellas el agua es la de la red, a presión de la misma.
2. La válvula de alivio
3. Un mecanismo de palancas

Al accionar la leva oscilante, el mecanismo interno mueve la válvula de alivio y se vacía la cámara a presión, de modo que se abre la entrada de agua de la red y, como consecuencia, el agua fluye. Mediante un estrecho conducto que comunica la cámara con la red, pasa el agua de ésta a aquella, de modo que, poco a poco y dependiendo de la sección del conducto, se restablece el equilibrio, hasta que se cierra el paso de agua cuando la presión en la cámara iguala a la de la red.

## Usos
En inodoros se utilizan cuando van a tener un uso frecuente, porque evita esperas entre usos, puesto que no hay que rellenar la cisterna. También son más robustos y son útiles contra el vandalismo en lugares públicos. En cambio son muy ruidosos y obligan a instalar redes con tuberías más gruesas.
En lavabos y urinarios se usan en lugares públicos para reducir el consumo de agua, dado que en ellos, mucha gente no es cuidadosa y a menudo cierra mal los grifos.